# Serie 279 de Renfe
La serie 279, o serie 7900 según la antigua numeración de RENFE, fue una serie de locomotoras eléctricas que estuvo compuesta por 16 unidades entregadas en los años 1967 y 1968. 

## Características
Esta serie, al igual que la serie 289, sirvió para cubrir el problema de la coexistencia de líneas de 1.500 V c.c. y líneas de 3.000 V c.c., ya que en aquel entonces según la zona la electrificación era diferente. Esta serie era una locomotora bitensión, en ocasiones denominada como locomotora universal por esa capacidad de poder circular en cualquier línea electrificada de RENFE.

La serie 279 tenía un bogie monomotor birreductor, lo que le permitía diferentes características dependiendo de si iba a realizar un transporte de viajeros o por el contrario un mercancías. La velocidad máxima que ofrecían sus motores de 2.750 kW de potencia era de 130 km/h para el transporte de viajeros y 80 km/h para mercancías.

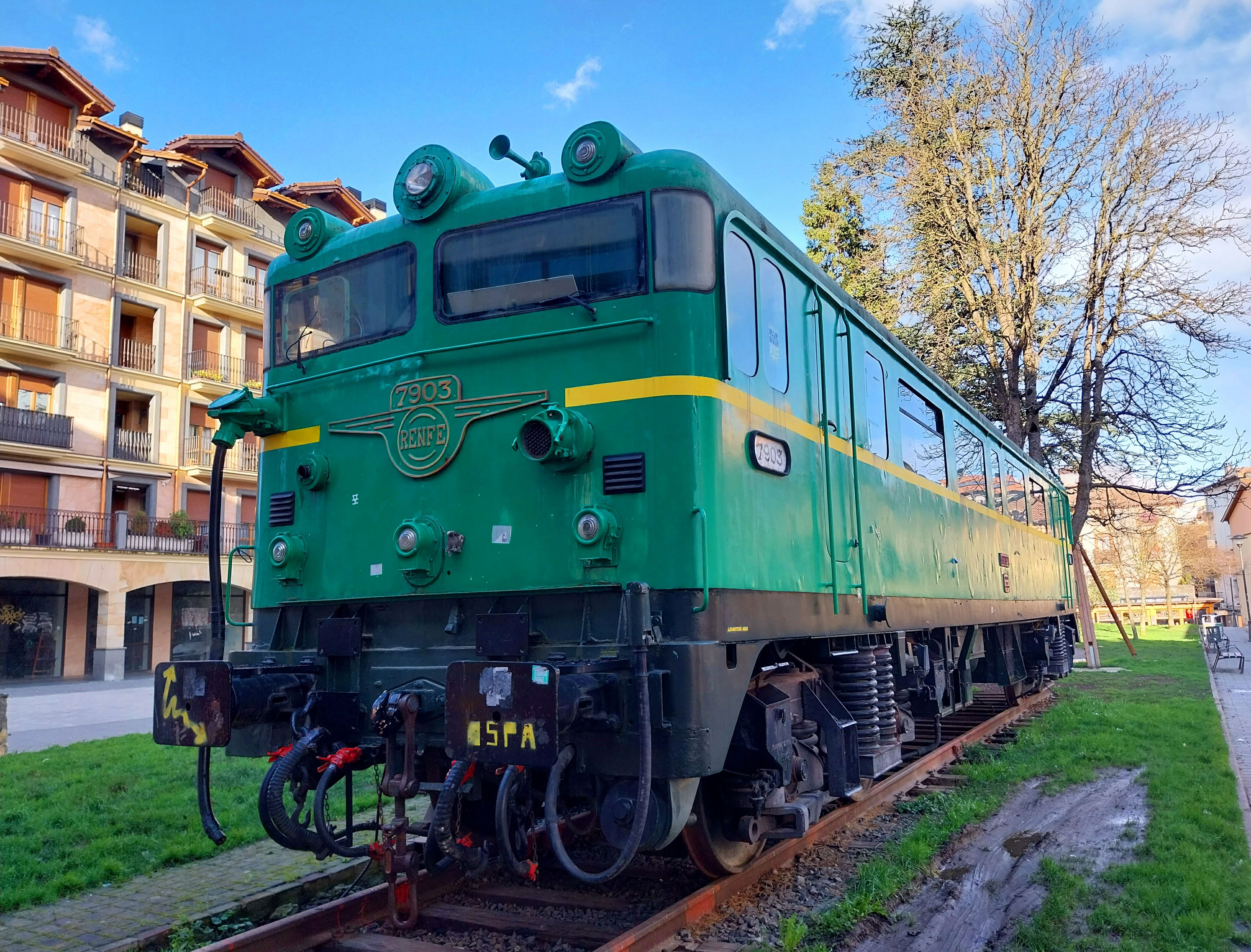
La unidad 7903 hace la función de Oficina de Turismo local en Alsasua.

Todo el parque de locomotoras de la serie 279 fue dado de baja antes del año 2009, siendo la mayoría de ellas desguazadas en el depósito de Zaragoza-Delicias en el año 2008 y la última en circular fue la 279-009-5 siendo retirada y dada de baja en Zaragoza el 02/07/2009. Las locomotoras 001 y 002 están preservadas en Valladolid y la 003 se encuentra preservada en Alsasua convertida en una oficina de turismo, esta locomotora fue la primera que se fabricó en España.